# Xylinophylla hypocausta
Xylinophylla hypocausta är en fjärilsart som beskrevs av W. Warren 1899. Xylinophylla hypocausta ingår i släktet Xylinophylla och familjen mätare. Inga underarter finns listade i Catalogue of Life.

## Bildgalleri

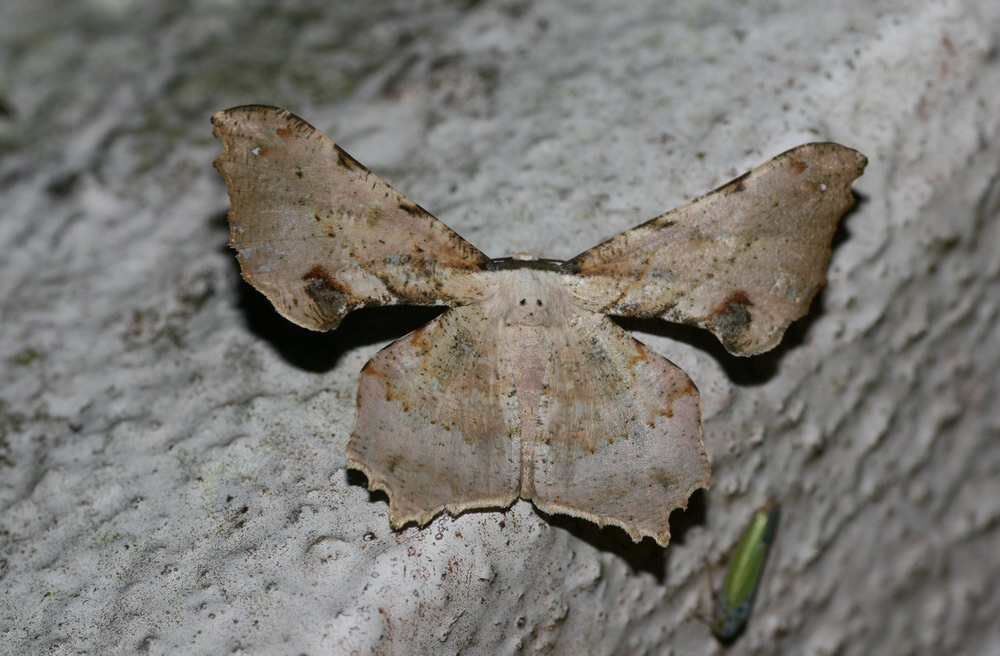